# Are All Men Alike?
Pour plus de détails, voir Fiche technique et Distribution.
Are All Men Alike? est un film américain réalisé par Phil Rosen, sorti en 1920.

## Synopsis
Theodora Hayden, Teddy pour ses amis, est un garçon manqué, aviatrice amateur, mais qui aime aussi les courses de voitures. Pour garder sa liberté, Teddy dédaigne l'avocat Gerry Rhinelander West, son amour de jeunesse, et part à Greenwich Village. Elle y rencontre le mannequin Ruby Joyce et son amant, le boxeur "Gunboat" Dorgan. Elle devient une élève du portraitiste Raoul Uhlan, qui lui fait une cour poussée. Furieuse de son audace, Teddy demande à Gunboat de lui donner une correction. Gunboat, qui interprète mal sa gratitude, embrasse Teddy, qui le repousse. Il part alors avec la voiture de Teddy et en route a un accident avec un autre véhicule. Le conducteur de ce dernier retrouve la propriétaire à partir de la plaque d'immatriculation et fait un procès à Teddy. Raoul attaque aussi Teddy en justice pour les blessures dues à Gunboat, et même Ruby la poursuit pour avoir détourné l'affection de Gunboat. Sa famille refusant de l'aider, Teddy se tourne vers Gerry, qui résout ses ennuis et gagne sa main. 

## Fiche technique
- Titre original : Are All Men Alike?
- Réalisation : Phil Rosen
- Scénario : A.P. Younger, d'après la nouvelle The Waffle Iron d'Arthur Stringer
- Direction artistique : Sidney Ullman
- Photographie : Ben Bail
- Montage : Laurence Creutz
- Société de production : Metro Pictures Corporation, Screen Classics
- Société de distribution : Metro Pictures Corporation
- Pays de production :  États-Unis
- Langue originale : anglais
- Format : noir et blanc — 35 mm — 1,37:1 — Film muet
- Genre : Comédie dramatique
- Durée : 6 bobines
- Date de sortie :
  - États-Unis :  8 novembre 1920

## Distribution
- May Allison : Theodora Hayden
- Wallace MacDonald : Gerry Rhinelander West
- John Elliott : Oncle Chandler
- Winifred Greenwood : Mme Hayden
- Emanuel Turner : "Gunboat" Dorgan
- Ruth Stonehouse : Ruby Joyce
- Lester Cuneo : Raoul Uhlan